# Le Petit Prince (Südliche Shetlandinseln)
Le Petit Prince (französisch für Der kleine Prinz, polnisch Mały Książę) ist ein Brandungspfeiler im Archipel der Südlichen Shetlandinseln. Er ragt westlich des False Round Point und südlich von Ridley Island in der Corsair Bight vor der Nordküste von King George Island auf.
Polnische Wissenschaftler benannten ihn 1984 nach der Erzählung Der kleine Prinz von Antoine de Saint-Exupéry.